# Alan Hyde Gardner (2e baron Gardner)
Pour les articles homonymes, voir Alan Gardner.
Alan Hyde Gardner, 2e baron Gardner, né le 5 février 1770 et mort le 22 décembre 1815, est un amiral de la Royal Navy.
Il a participé aux guerres napoléoniennes.
Il est le fils d'Alan Gardner, 1er baron Gardner, et le père d'Alan Gardner, 3e baron Gardner.